# Lasioglossum academicum
Lasioglossum academicum is een vliesvleugelig insect uit de familie van de Halictidae. De wetenschappelijke naam van de soort is voor het eerst geldig gepubliceerd in 1924 door Grace Adelbert Sandhouse.